# Gruppo 2A della classificazione IARC delle sostanze cancerogene
Gli agenti e le circostanze espositive elencate in questa lista sono state classificate come gruppo 2A dall'Agenzia internazionale per la ricerca sul cancro (IARC): l'agente o la circostanza è probabilmente cancerogeno per l'uomo. In questa categoria vengono aggiunti quegli agenti che dimostrano prove limitate di cancerogenicità per l'uomo, ma prove sufficienti nei modelli animali.
In questa lista compaiono 95 agenti o circostanze espositive su un totale di oltre 1000 studiate e pubblicate dallo IARC.
L'agenzia non specifica quanto sia probabile sviluppare forme tumorali a seguito dell'esposizione ad un agente, ma solo se è probabile o meno. Fa infatti riferimento al concetto di pericolo, intrinseco nella natura di talune molecole o agenti.
Nel caso si voglia approfondire il valore di probabilità che un agente elencato faccia sviluppare forme tumorali, bisogna consultare il rischio ad esso associato, redatto dall'autorità europea per la sicurezza alimentare (EFSA) e dal comitato di esperti congiunto FAO/OMS sugli additivi alimentari (JECFA).

## Agenti chimici

### Sostanze
- Acrilammide
- Acroleina
- Adriamicina
- Aldrina
- 2-Ammino-3-metilimidazo(4,5-f)chinolina (ammine eterocicliche della carne)
- Anilina
- Anilina cloridrato
- O-anisidina
- O-anisidina cloridrato
- Azacitidina
- Azotiprite
- Bifenili polibromurati
- 2-Bromopropano
- Bromuro di vinile
- Carmustina (BCNU)
- Ciclopenta(cd)pirene
- Cisplatino
- Cloralio
- Cloralio idrato
- Cloramfenicolo
- 4-cloro-orto-toluidina
- Clorozotocina
- Composti solubili di cobalto (II)
- Composti di antimonio (III)
- Composti inorganici di piombo
- Diazinone
- Dibenzo(a,h)antracene
- Dibenzo(a,j)acridine
- Dibenzo(a,l)pirene
- 1,2-dibromoetano
- 4,4'-diclorodifeniltricloroetano (DDT)
- Diclorometano
- Dieldrina
- Dietilsolfato
- Dimetilcarbamoilcloruro
- Dimetilformammide
- 1,2-dimetilidrazina
- Dimetilsolfato
- 7,8-Diossido di stirene
- Epicloroidrina
- Etilcarbammato
- Fluoruro di vinile
- Fosfuro di indio
- Glicidilmetacrilato
- Glicidolo
- Glifosato
- Idrazina
- Lomustina (CCNU)
- Malatione
- Metileugenolo
- Metilnitronitrosoguanidina
- 2-Mercaptobenzotiazolo
- Metilmetanesulfonato
- 5-Metossipsoralene
- N-etil-N-nitrosurea
- N-metil-N-nitrosurea
- O-nitroanisolo
- N-nitrosodietilammina
- N-nitrosodimetilammina
- 6-Nitrocrisene
- 1-Nitropirene
- 2-Nitrotoluene
- Pioglitazone
- Procarbazina cloridrato
- Polvere di carburo di silicio
- Steroidi anabolizzanti
- Stirene
- Sultone 1,3-propano
- Talco
- Teniposide
- Tetrabromobisfenolo A
- 3,3′,4,4′-Tetracloroazobenzene
- Tetracloroetilene
- Tetrafluoroetilene
- 1,1,1-Tricloroetano
- 1,2,3-Tricloropropano
- Tris(2,3-dibromopropil)fosfato

### Miscele
- Creosoti
- Captafol
- Insetticidi e fungicidi non-arsenicali
- tolueni alfa-clorurati (cloruro di benzale, benzotricloruro, cloruro di benzile e cloruro di benzoile)

## Agenti biologici

### Virus
- Virus del papilloma umano (HPV) tipo 68
- Poliomavirus delle cellule di Merkel (MCV)

### Protozoi
- Plasmodium falciparum

## Circostanze espositive
- Combustione di carburante da biomassa (legno, carta, ecc.)
- Consumo di bevande molto calde (oltre 65 °C)
- Consumo di carne rossa
- Emissioni da frittura alle alte temperature
- Esposizione professionale ai bitumi ossidati
- Esposizione professionale ai prodotti da parrucchiere o barbiere
- Ingestione di nitrati e nitriti
- Lavorazione del vetro
- Lavoro notturno
- Produzione di elettrodi di carbonio
- Raffinazione del petrolio
- Esposizione professionale e non a radio frequenze